# Atletica leggera ai Giochi della XXX Olimpiade - 200 metri piani maschili
Ai Giochi della XXX Olimpiade, che si sono tenuti a Londra nel 2012, la competizione dei 200 metri piani maschili si è svolta dal 7 al 9 agosto presso lo Stadio Olimpico di Londra.

## Presenze ed assenze dei campioni in carica
Per i campionati europei si considera l'edizione del 2010.
| Competizione         | Atleta              | Prestazione | Londra 2012  |
| -------------------- | ------------------- | ----------- | ------------ |
| Olimpiadi 2008       | Usain Bolt          | 19”30       | Presente     |
| Commonwealth 2010    | Leon Baptiste       | 20”45       | Non qual.    |
| Europei 2010         | Christophe Lemaitre | 20”37       | Presente     |
| Asiatici 2010        | Femi Ogunode        | 20”43       | Squalificato |
| Panamericani 2011    | Roberto Skyers      | 20”37       | Presente     |
| Africani 2011        | Idrissa Adam        | 20”66       | Solo 100 m   |
| Mondiali 2011        | Usain Bolt          | 19”40       | Presente     |
|                      |                     |             |              |
| Mondiali junior 2008 | Christophe Lemaitre | 20”83       | Presente     |

## La gara
Usain Bolt, primatista mondiale e campione olimpico in carica, è il re della specialità. L'unico che può insidiarlo è il connazionale Yohan Blake, che lo ha battuto ai campionati nazionali (19”80 contro 19”83), stabilendo la migliore prestazione stagionale.
I migliori atleti passano agevolmente il primo turno. L'ecuadoregno Álex Quiñónez stabilisce il record nazionale (20”28 arriverà fino alla finale). Dopo le batterie non ci sono i quarti, ma si passa direttamente alle semifinali, con la nuova formula: si disputano tre serie con la qualificazione diretta per i primi due classificati e il ripescaggio per i due migliori tra gli esclusi. Nessuno corre in meno di 20”. I tre giamaicani si qualificano agevolmente. Invece, dei tre statunitensi, due vengono eliminati.
Alla finale si allineano tre giamaicani e cinque atleti di tre diversi continenti. Bolt domina gli avversari: corre in 10” la prima metà gara e taglia il traguardo in 19”32, a soli due centesimi dal proprio record olimpico. I tre giamaicani realizzano una sorprendente tripletta. Il 19”44 di Blake è il tempo più veloce mai corso da un secondo classificato. Warren Weir, medaglia di bronzo, ha migliorato il proprio personale di 15 centesimi.
L'ecuadoregno Quiñónez è stato il primo atleta del suo paese a disputare una finale olimpica (marcia a parte).

Usain Bolt realizza l'impresa che non era riuscita a Carl Lewis nel 1988: riconfermarsi campione olimpico sia sui 100 metri che sui 200.

## Risultati

Video ufficiale del Primo turno

### Primo turno
Regola di qualificazione: i primi tre di ogni gruppo (Q) più i tre tempi più veloci (q) si qualificano in semifinale.

### 1ª Batteria

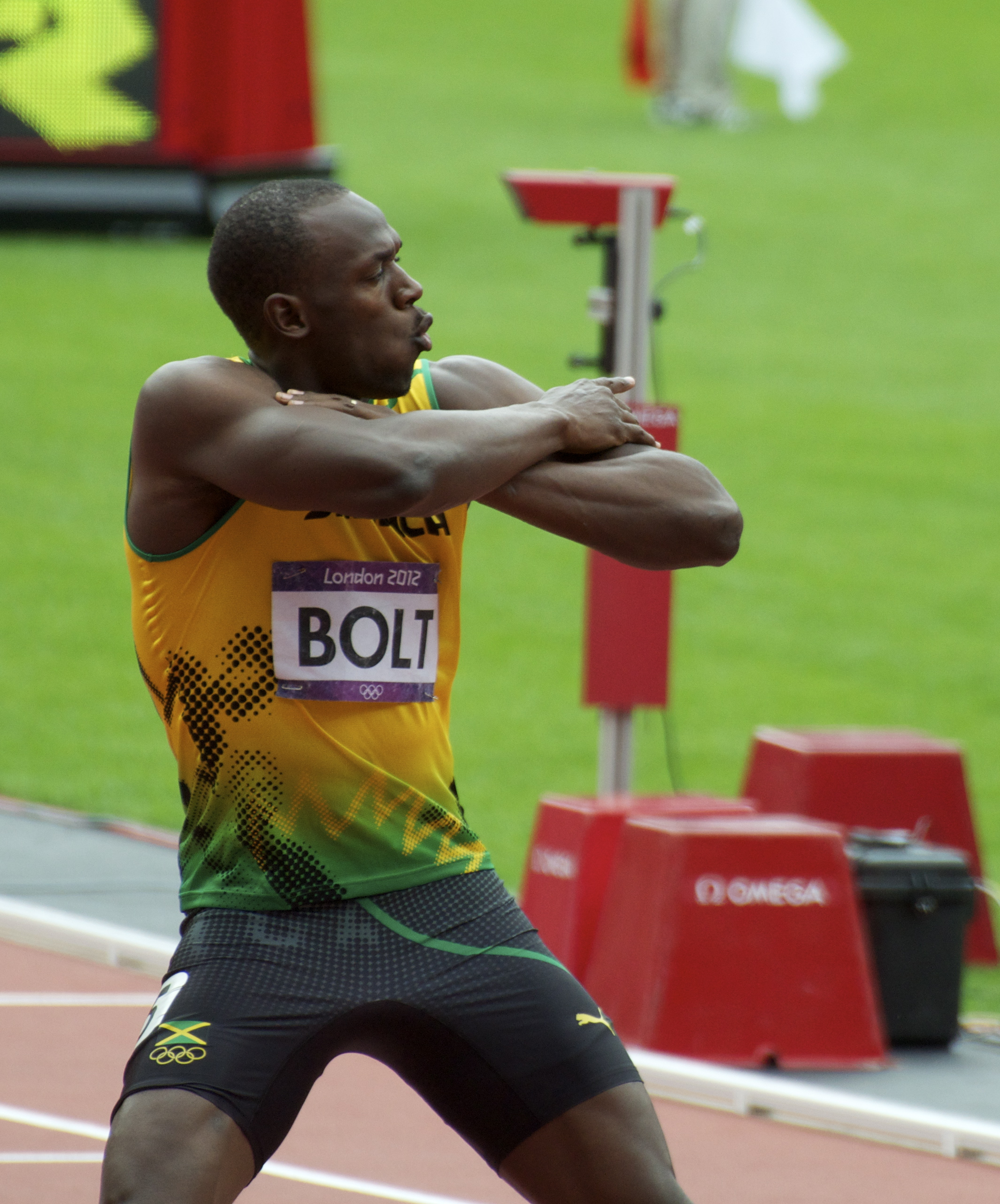
Usain Bolt dopo aver vinto la 1ª batteria

| Pos. | Atleta                  | Nazione     | Tempo | Note                          |
| ---- | ----------------------- | ----------- | ----- | ----------------------------- |
| 1    | Usain Bolt              | Giamaica    | 20"39 | Q                             |
| 2    | Aldemir da Silva Junior | Brasile     | 20"53 | Q                             |
| 3    | Isiah Young             | Stati Uniti | 20"55 | Q                             |
| 4    | Alex Wilson             | Svizzera    | 20"57 | q                             |
| 5    | Noah Akwu               | Nigeria     | 20"67 |                               |
| 6    | Michael Herrera         | Cuba        | 21"05 |                               |
| 7    | Vyacheslav Muravyev     | Kazakistan  | 21"75 |                               |
| 8    | Jidou El Moctar         | Mauritania  | 22"94 | Miglior prestazione personale |

### 2ª Batteria

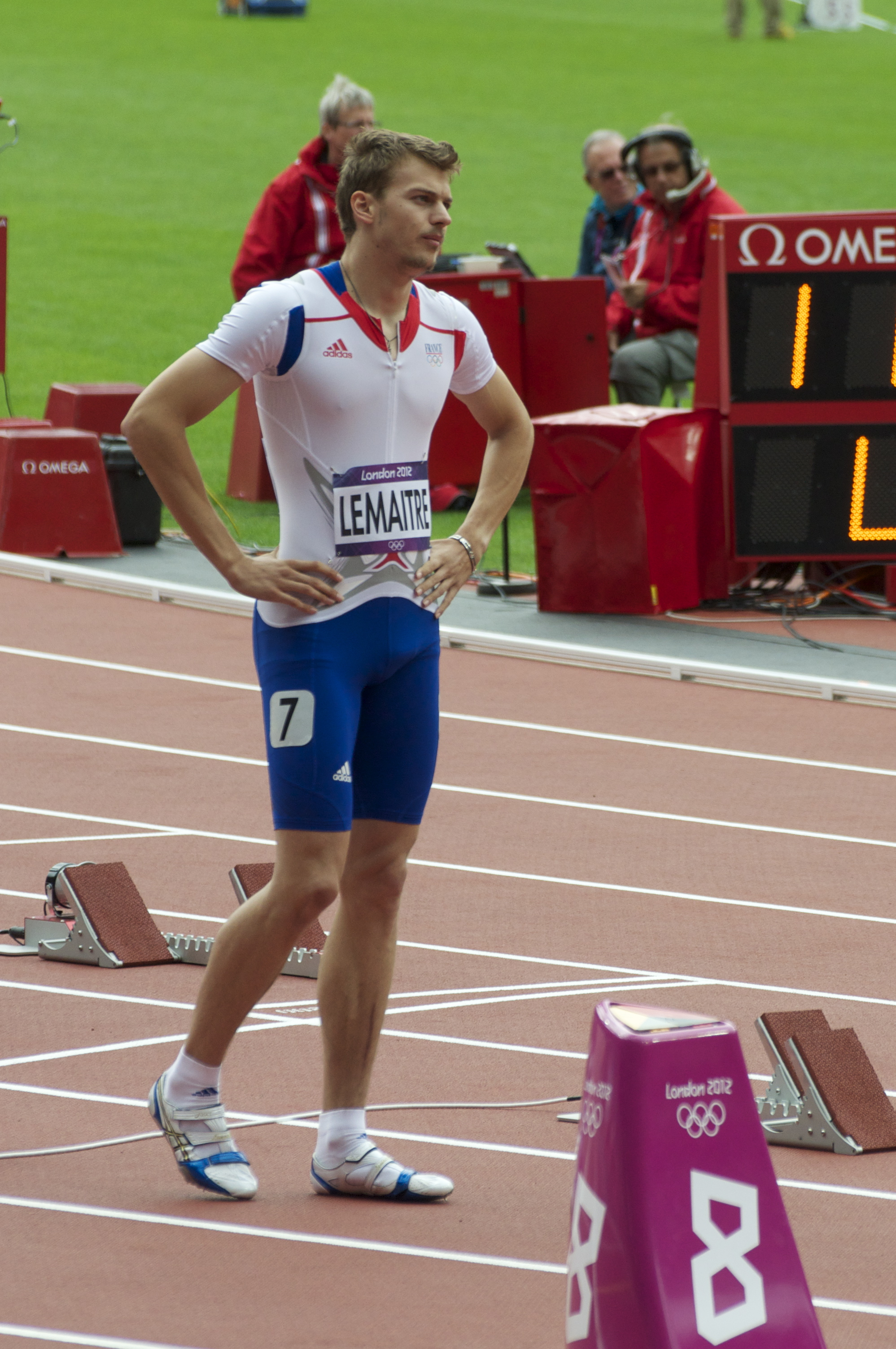
Christophe Lemaitre prima della partenza (2ª batteria)

| Pos. | Atleta                      | Nazione           | Tempo | Note                          |
| ---- | --------------------------- | ----------------- | ----- | ----------------------------- |
| 1    | Christophe Lemaitre         | Francia           | 20"34 | Q                             |
| 2    | Anaso Jobodwana             | Sudafrica         | 20"46 | Q                             |
| 3    | Aaron Brown                 | Canada            | 20"55 | Q,                            |
| 4    | Likoúrgos-Stéfanos Tsákonas | Grecia            | 20"56 | q                             |
| 5    | Rondel Sorrillo             | Trinidad e Tobago | 20"76 |                               |
| 6    | Carlos Jorge                | Rep. Dominicana   | 21"02 |                               |
| 7    | Cristián Reyes              | Cile              | 21"29 |                               |
| 8    | Ibrahim Turay               | Sierra Leone      | 21"90 | Miglior prestazione personale |

### 3ª Batteria
| Pos. | Atleta              | Nazione       | Tempo | Note             |
| ---- | ------------------- | ------------- | ----- | ---------------- |
| 1    | Maurice Mitchell    | Stati Uniti   | 20"54 | Q                |
| 2    | Christian Malcolm   | Gran Bretagna | 20"59 | Q                |
| 3    | Michael Mathieu     | Bahamas       | 20"62 | Q                |
| 4    | Roberto Skyers      | Cuba          | 20"66 |                  |
| 5    | Shōta Iizuka        | Giappone      | 20"81 |                  |
| 6    | Sibusiso Matsenjwa  | Swaziland     | 20"93 | Record nazionale |
| 7    | José Carlos Herrera | Messico       | 21"17 |                  |
| 8    | Joel Redhead        | Grenada       | 21"22 |                  |

### 4ª Batteria

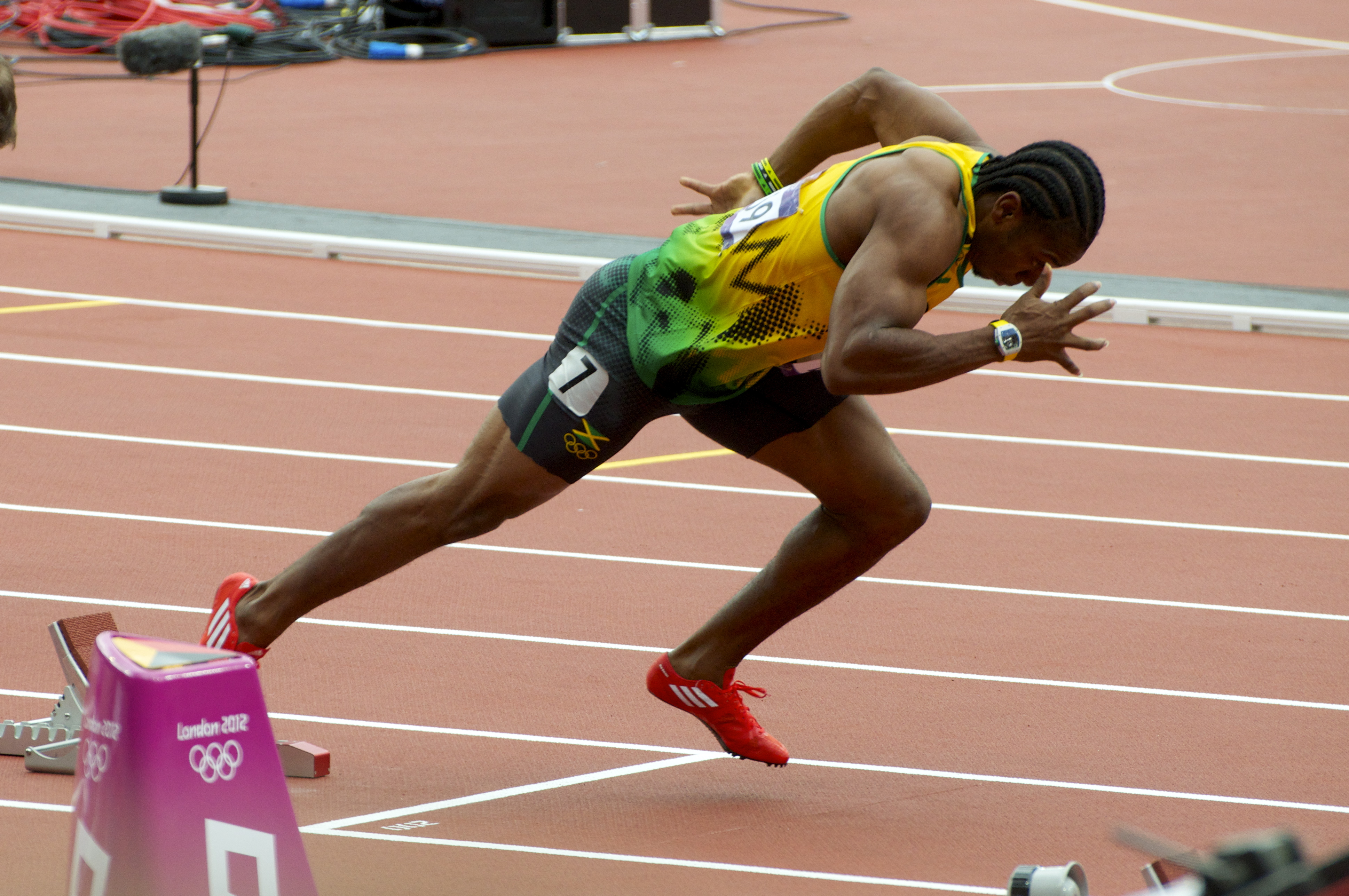
Lo scatto di Yohan Blake (4ª batteria)

| Pos. | Atleta              | Nazione  | Tempo | Note |
| ---- | ------------------- | -------- | ----- | ---- |
| 1    | Yohan Blake         | Giamaica | 20"38 | Q    |
| 2    | Bruno de Barros     | Brasile  | 20"52 | Q    |
| 3    | Jaysuma Saidy Ndure | Norvegia | 20"52 | Q    |
| 4    | Serhiy Smelyk       | Ucraina  | 20"65 |      |
| 5    | Paul Hession        | Irlanda  | 20"69 |      |
| 6    | Xie Zhenye          | Cina     | 20"69 |      |
| 7    | Mosito Lehata       | Lesotho  | 20"74 |      |

### 5ª Batteria
| Pos. | Atleta          | Nazione             | Tempo | Note    |
| ---- | --------------- | ------------------- | ----- | ------- |
| 1    | Warren Weir     | Giamaica            | 20"29 | Q       |
| 2    | Antoine Adams   | Saint Kitts e Nevis | 20"59 | Q       |
| 3    | Kamil Kryński   | Polonia             | 20"66 | Q       |
| 4    | Pavel Maslák    | Rep. Ceca           | 20"67 |         |
| 5    | Tremaine Harris | Canada              | 20"70 |         |
| 6    | Marek Niit      | Estonia             | 20"82 |         |
| 7    | Reto Schenkel   | Svizzera            | 20"98 |         |
| dq   | Alonso Edward   | Panama              | dq    | R 162.7 |

### 6ª Batteria
| Pos. | Atleta            | Nazione          | Tempo | Note                                     |
| ---- | ----------------- | ---------------- | ----- | ---------------------------------------- |
| 1    | Álex Quiñónez     | Ecuador          | 20"28 | Q,                                       |
| 2    | Wallace Spearmon  | Stati Uniti      | 20"47 | Q                                        |
| 3    | Shinji Takahira   | Giappone         | 20"57 | Q                                        |
| 4    | Brendan Christian | Antille Olandesi | 20"63 | q,                                       |
| 5    | Jonathan Åstrand  | Finlandia        | 20"73 | Miglior prestazione personale stagionale |
| 6    | Aziz Ouhadi       | Marocco          | 20"80 |                                          |
| 7    | Sandro Viana      | Brasile          | 21"05 |                                          |
| dns  | Ben Youssef Meité | Costa d'Avorio   | dns   |                                          |

### 7ª Batteria

Video ufficiale delle Semifinali

| Pos. | Atleta                    | Nazione       | Tempo | Note |
| ---- | ------------------------- | ------------- | ----- | ---- |
| 1    | Churandy Martina          | Paesi Bassi   | 20"58 | Q    |
| 2    | Kei Takase                | Giappone      | 20"72 | Q    |
| 3    | Jared Connaughton         | Canada        | 20"72 | Q    |
| 4    | Amr Ibrahim Mostafa Seoud | Egitto        | 20"81 |      |
| 5    | Arnaldo Abrantes          | Portogallo    | 20"88 |      |
| 6    | James Ellington           | Gran Bretagna | 21"23 |      |
| 7    | Trevorvano Mackey         | Bahamas       | 21"28 |      |
| 8    | Jean-Yves Esparon         | Seychelles    | 21"99 |      |

### Semifinali
Regola di qualificazione: i primi 2 di ogni gruppo (Q) più i 2 tempi più veloci (q) si qualificano in finale.

### 1ª Semifinale
| Pos. | Atleta                      | Nazione     | Tempo | Note                          |
| ---- | --------------------------- | ----------- | ----- | ----------------------------- |
| 1    | Yohan Blake                 | Giamaica    | 20"01 | Q                             |
| 2    | Wallace Spearmon            | Stati Uniti | 20"02 | Q                             |
| 3    | Christophe Lemaitre         | Francia     | 20"03 | q                             |
| 4    | Jaysuma Saidy Ndure         | Norvegia    | 20"42 |                               |
| 5    | Likoúrgos-Stéfanos Tsákonas | Grecia      | 20"52 | Miglior prestazione personale |
| 6    | Bruno de Barros             | Brasile     | 20"55 |                               |
| 7    | Jared Connaughton           | Canada      | 20"64 |                               |
| 8    | Kei Takase                  | Giappone    | 20"70 |                               |

#### 2ª Semifinale

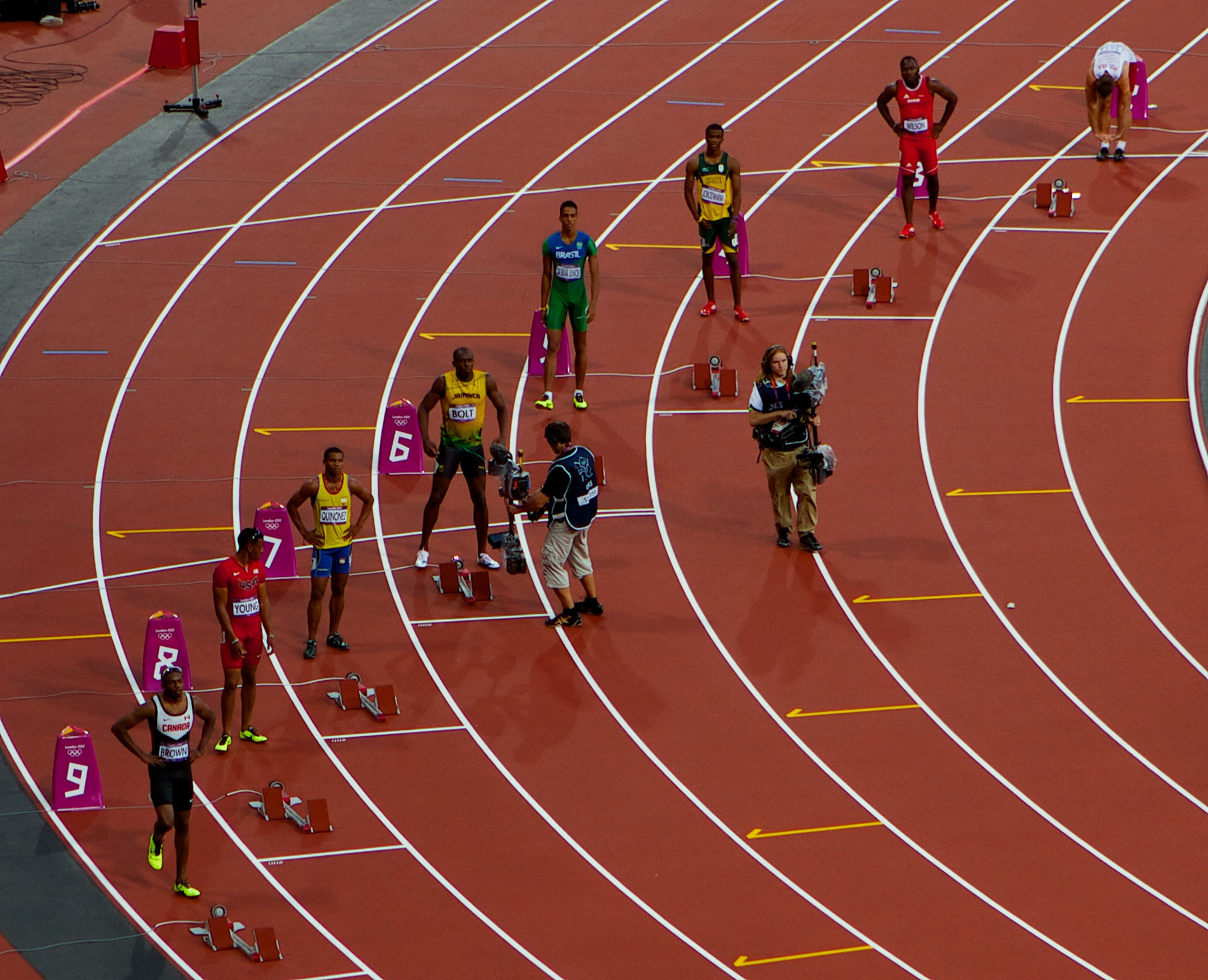
I concorrenti della seconda semifinale.

| Pos. | Atleta                  | Nazione     | Tempo | Note                          |
| ---- | ----------------------- | ----------- | ----- | ----------------------------- |
| 1    | Usain Bolt              | Giamaica    | 20"18 | Q                             |
| 2    | Anaso Jobodwana         | Sudafrica   | 20"27 | Q,                            |
| 3    | Álex Quiñónez           | Ecuador     | 20"37 | q                             |
| 4    | Aaron Brown             | Canada      | 20"42 | Miglior prestazione personale |
| 5    | Aldemir da Silva Junior | Brasile     | 20"63 |                               |
| 6    | Kamil Kryński           | Polonia     | 20"83 |                               |
| 7    | Alex Wilson             | Svizzera    | 20"85 |                               |
| 8    | Isiah Young             | Stati Uniti | 20"89 |                               |

#### 3ª Semifinale
| Pos. | Atleta            | Nazione             | Tempo | Note                                     |
| ---- | ----------------- | ------------------- | ----- | ---------------------------------------- |
| 1    | Churandy Martina  | Paesi Bassi         | 20"17 | Q                                        |
| 2    | Warren Weir       | Giamaica            | 20"28 | Q                                        |
| 3    | Christian Malcolm | Gran Bretagna       | 20"51 |                                          |
| 4    | Maurice Mitchell  | Stati Uniti         | 20"56 |                                          |
| 5    | Brendan Christian | Antille Olandesi    | 20"58 | Miglior prestazione personale stagionale |
| 6    | Shinji Takahira   | Giappone            | 20"77 |                                          |
| dq   | Antoine Adams     | Saint Kitts e Nevis | dq    | R 163.3a                                 |
| dq   | Michael Mathieu   | Bahamas             | dq    | R 162.7                                  |

## Finale

Video ufficiale della Finale

| Primatista mondiale   | 19"19       | Usain Bolt  | Presente |
| Primatista stagionale | 19"80 (1/7) | Yohan Blake | Presente |

1. ↑  Record stabilito nel 2009.
2. ↑  Alla data del 20 luglio 2012.

| Pos.    | Corsia | Atleta              | Età | Paese       | Tempo | Note                                     |
| ------- | ------ | ------------------- | --- | ----------- | ----- | ---------------------------------------- |
| Oro     | 7      | Usain Bolt          | 26  | Giamaica    | 19"32 | Miglior prestazione mondiale stagionale  |
| Argento | 4      | Yohan Blake         | 23  | Giamaica    | 19"44 | Miglior prestazione personale stagionale |
| Bronzo  | 8      | Warren Weir         | 23  | Giamaica    | 19"84 | Miglior prestazione personale            |
| 4       | 6      | Wallace Spearmon    | 28  | Stati Uniti | 19"90 | Miglior prestazione personale stagionale |
| 5       | 5      | Churandy Martina    | 28  | Paesi Bassi | 20"00 |                                          |
| 6       | 2      | Christophe Lemaitre | 22  | Francia     | 20"19 |                                          |
| 7       | 3      | Álex Quiñónez       | 23  | Ecuador     | 20"57 |                                          |
| 8       | 9      | Anaso Jobodwana     | 20  | Sudafrica   | 20"69 |                                          |